# Rhinolithodes wosnessenskii
Rhinolithodes wosnessenskii är en kräftdjursart som beskrevs av Brandt 1848. Rhinolithodes wosnessenskii ingår i släktet Rhinolithodes och familjen trollkrabbor. Inga underarter finns listade i Catalogue of Life.